# Église Saint-Pierre de Montfort-en-Chalosse
L'église Saint-Pierre est située dans la commune de Montfort-en-Chalosse, dans le département français des Landes. Elle est inscrite au titre des monuments historiques par arrêté du 9 octobre 1970.

## Présentation
L’église de Montfort-en-Chalosse possède des éléments d’architecture romane et des éléments d’architecture gothique. Sa construction remonte en effet au XIIIe siècle, à une époque où l’art roman coexiste avec l’art gothique. Elle se présente aussi comme une église romane qui a été fortifiée à l’époque gothique et réorganisée au cours des siècles et des guerres.

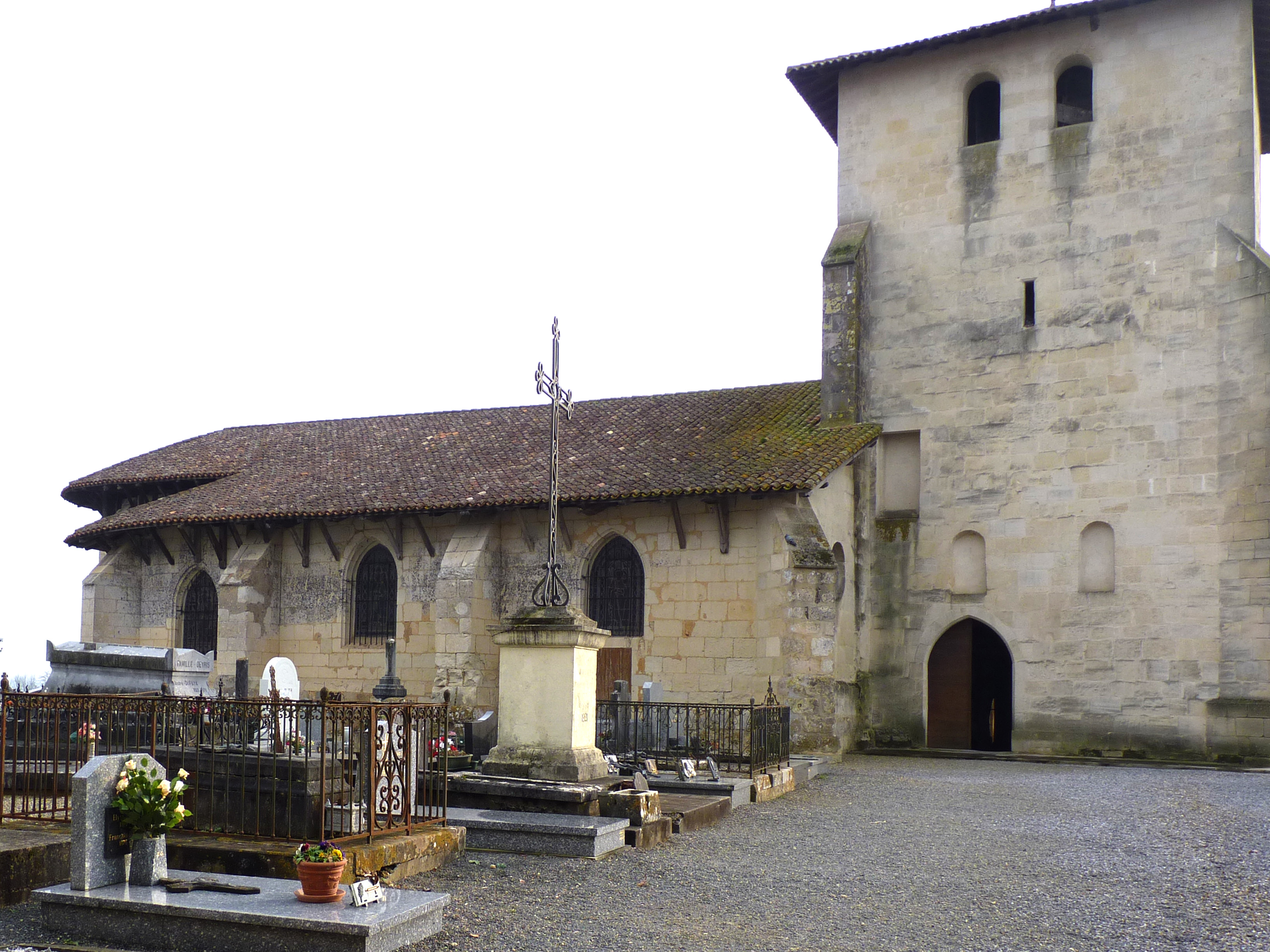
Façade nord
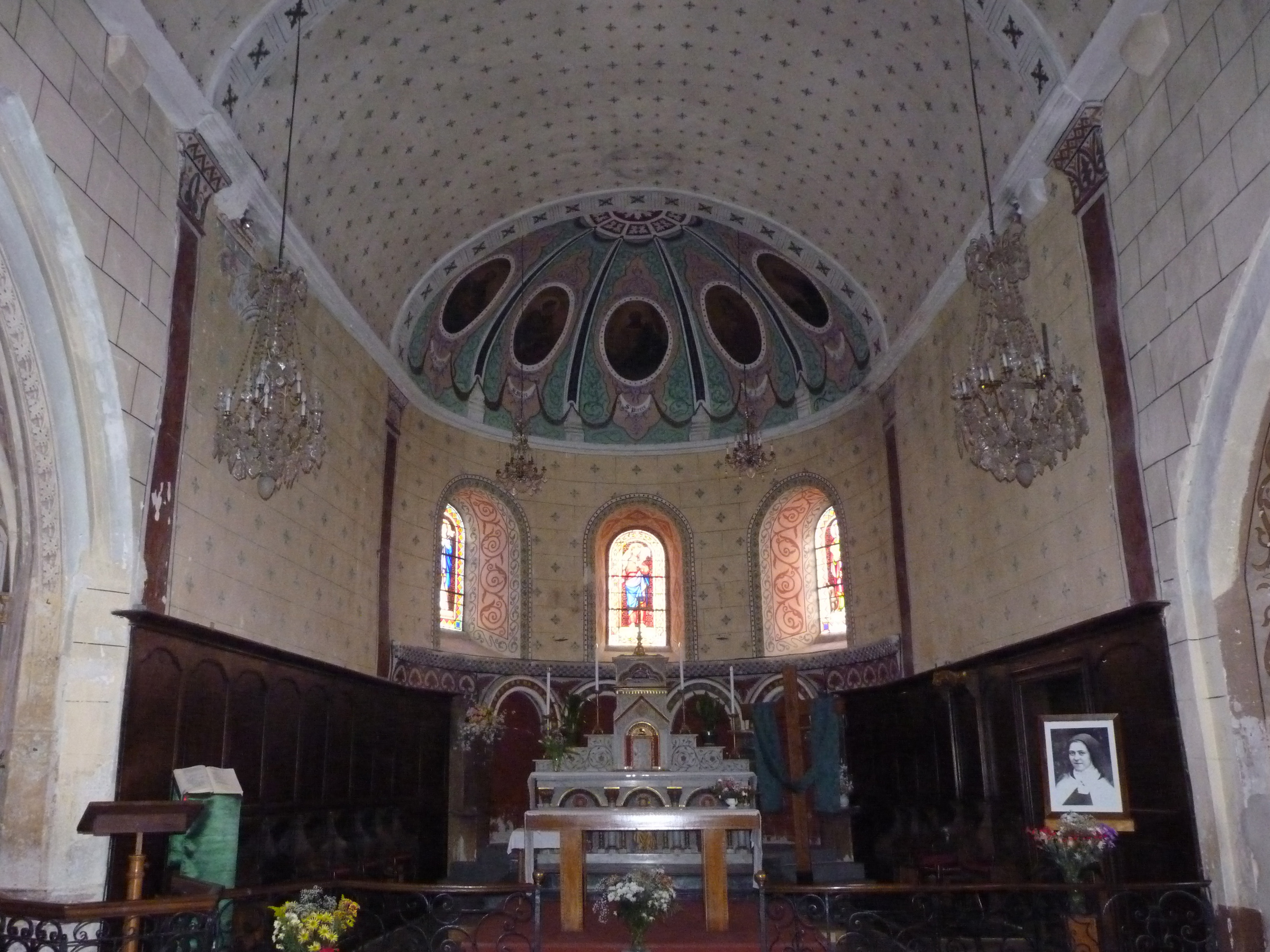
Le chœur
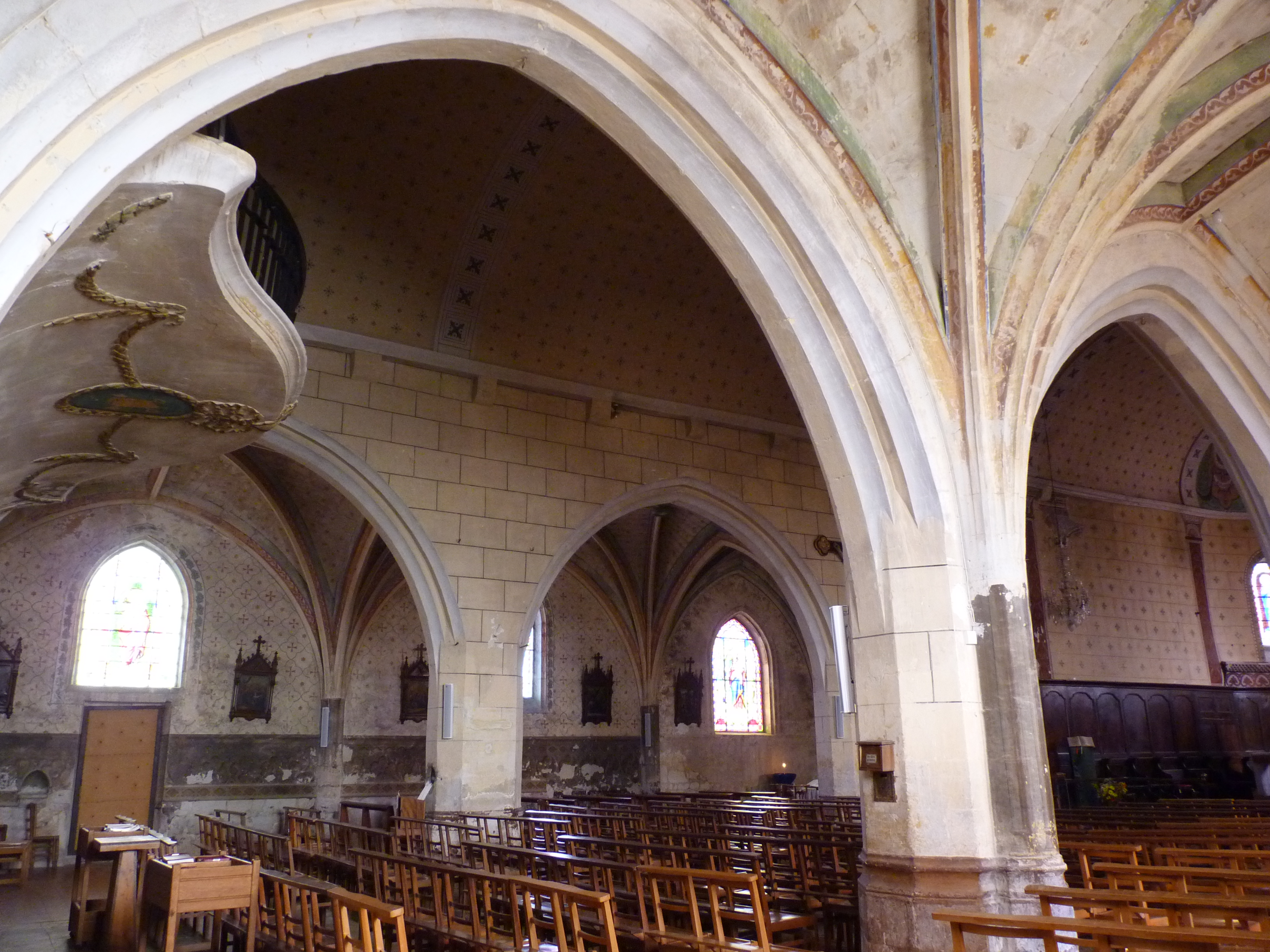
Vue transversale

La nef et l’abside d'architecture romane sont considérées comme les parties les plus anciennes de l’église. Elles ont été érigées au XIIIe siècle sur une colline située en dehors du village. Les bas-côtés, avec leurs croisées d’ogives soutenues par de fins piliers en grès, ont une architecture gothique. Au XVe siècle, on leur adjoignit la tour qui joua probablement un rôle militaire, vu son architecture massive et sa situation stratégique.
L’église a subi de nombreux aménagements jusqu’au XXe siècle. La tour a notamment été recouverte d’un toit à l’impériale qui a été supprimé en 1926. Selon M. Campet, antiquaire à Dax, qui en son temps a fait une description détaillée de l’église de Montfort-en Chalosse :

« Une superbe échauguette couvrait le clocher. Elle fut construite vers le XVIe siècle pour remplacer la toiture que les calvinistes avaient abattue. Elle était d’un très bel effet, aussi haute que le clocher lui-même, unique dans la région. Elle faisait l’admiration de ceux qui la voyaient pour la première fois. Il y a cinquante ans environ (soit en 1926), on en décida la disparition parce qu'elle aurait penché. On l’a remplacée par un affreux toit qui dépare complètement l’édifice ».
À moins que cette transformation ne renoue avec son architecture originelle, sans doute plus modeste. On notera encore que le rez-de-chaussée de la tour a également été voûté par la suite. Cette  « superbe échauguette »  qui a été ajoutée vers le XVIe siècle n’était pas seulement un objet d’admiration, elle symbolisait aussi la prospérité de la bastide de Montfort-en-Chalosse.
À l’intérieur, des arcatures néo-romanes moulées en plâtre sont disposées autour du chevet. Les colonnes qui les soutiennent sont ornées de chapiteaux qui évoquent, pour certains, les sculptures que l’on trouve extérieurement autour de l’abside de l’église romane de Saint-Paul-lès-Dax. Le premier chapiteau représente trois personnages, le premier joue du rebec, le second du luth et le troisième en est totalement renversé. Ces arcatures multicolores font partie des réaménagements intérieurs qui ont été effectués au XIXe siècle.
À l'extérieur, la toiture en tuiles canal, largement débordante et dépourvue de gouttières, protège les vieux murs de pierres. Le tout contribue à créer une atmosphère particulière qui ne trouble en rien la sérénité des lieux.

## Galerie photos

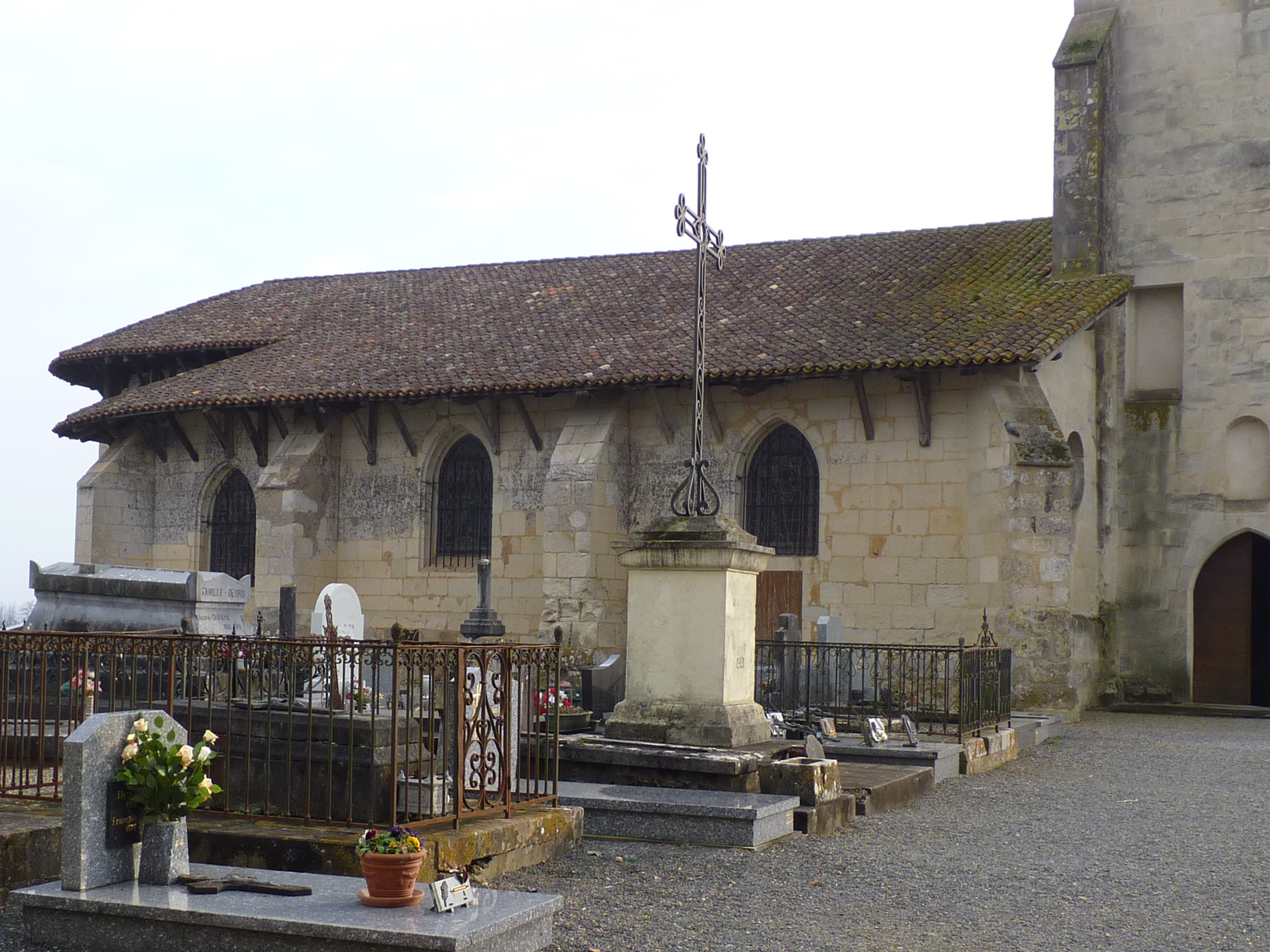
Façade nord
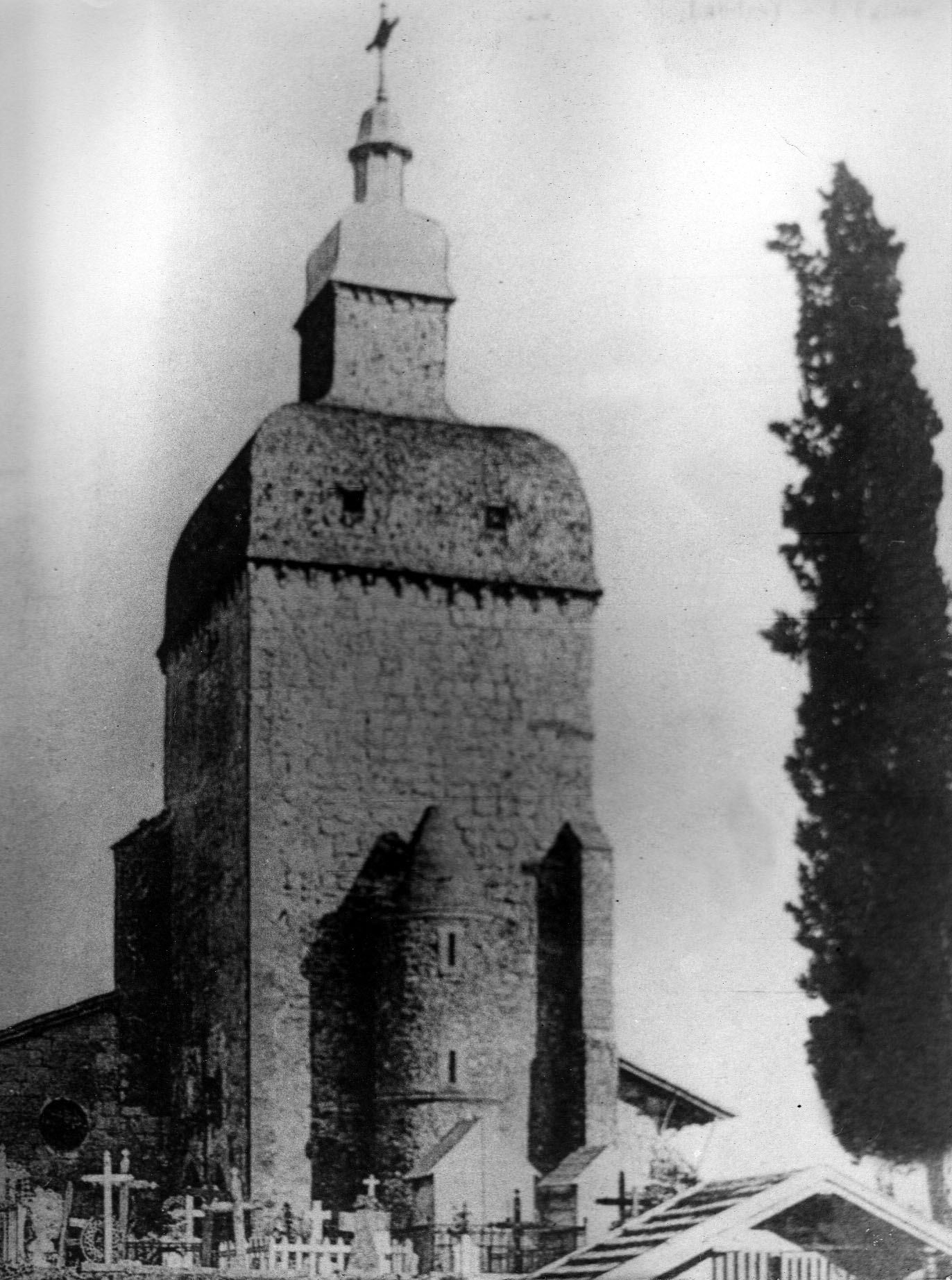
Clocher de l'église avant la transformation de 1926
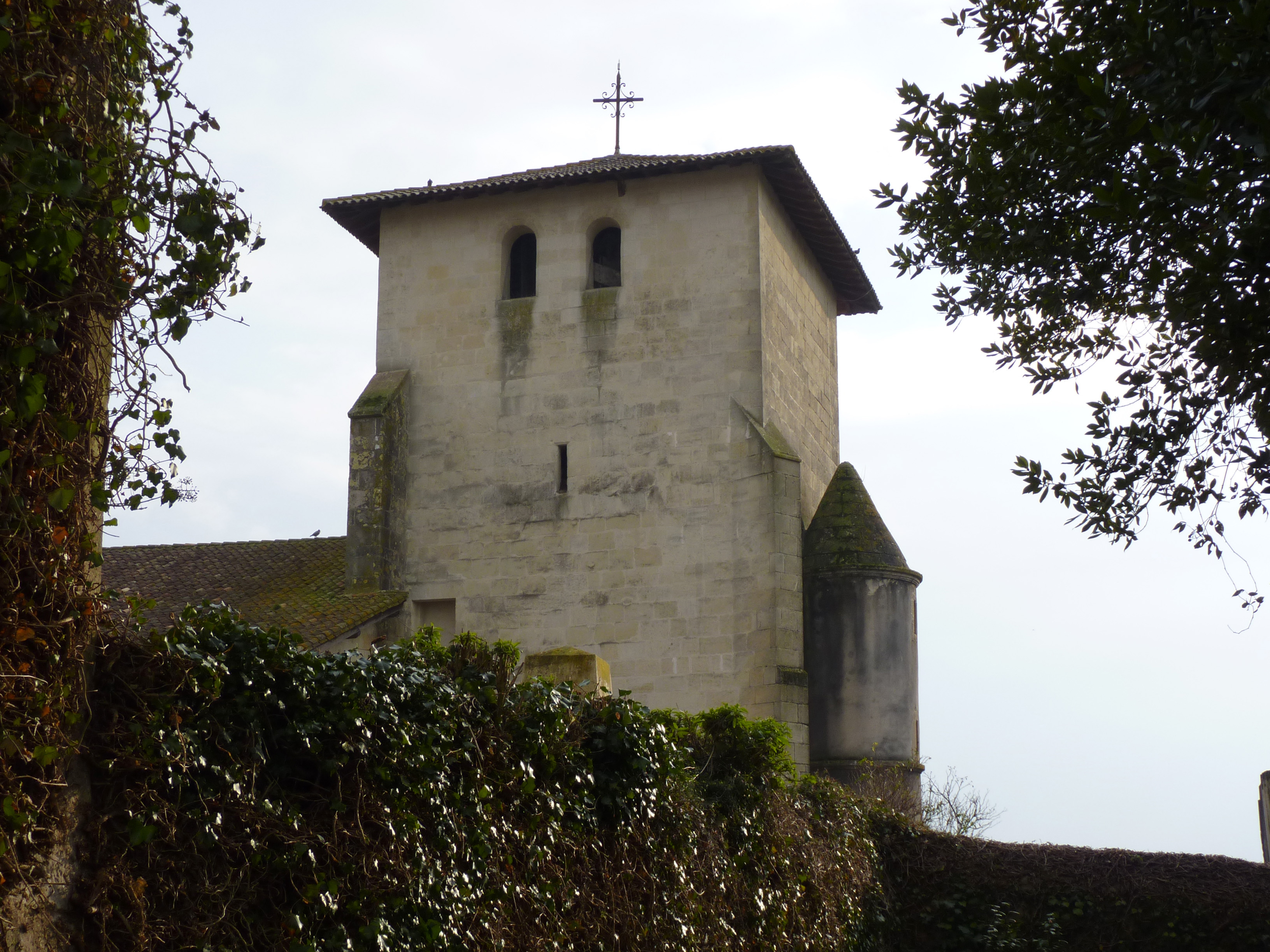
Tour clocher
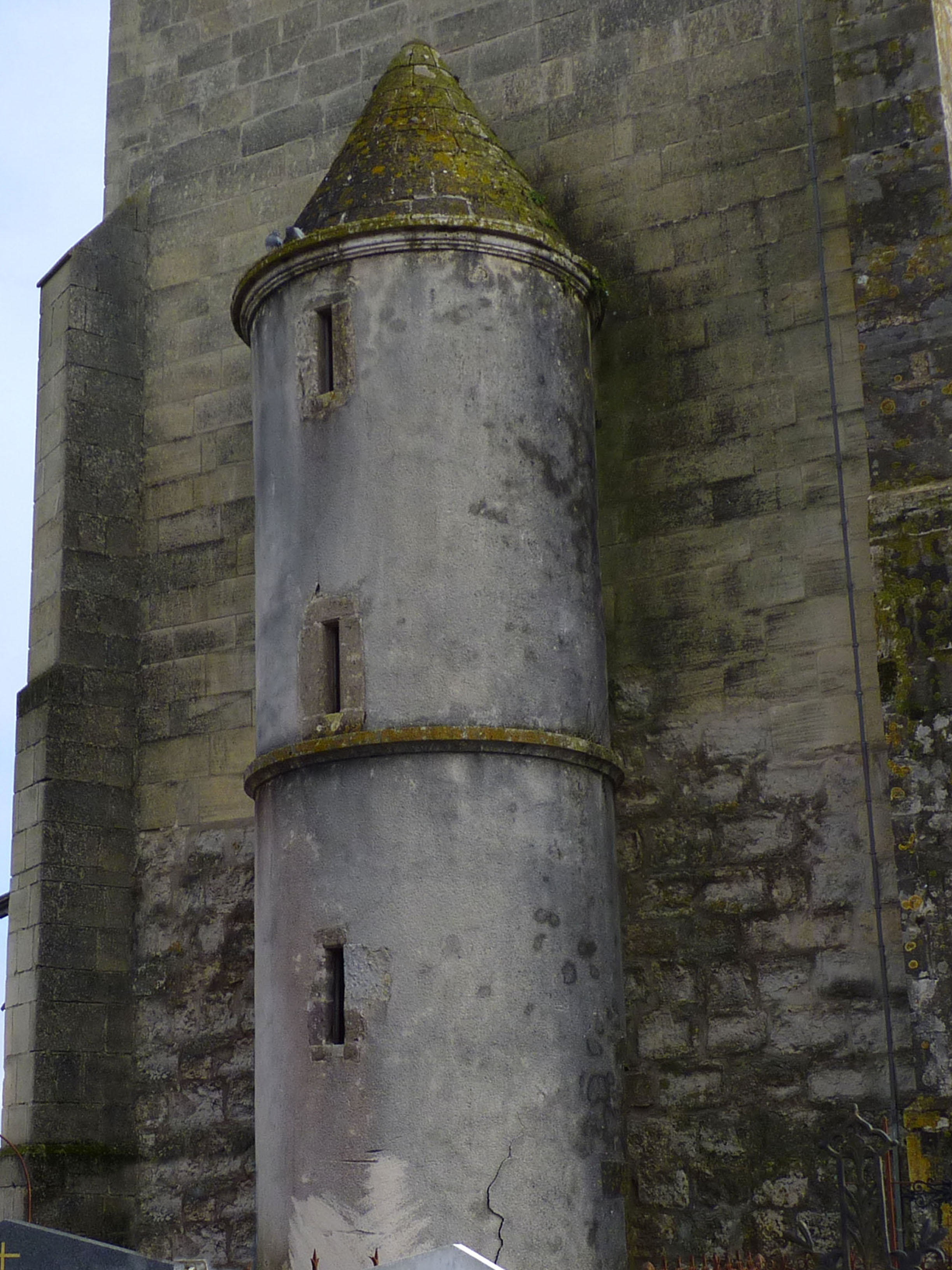
Tourelle, escalier à vis
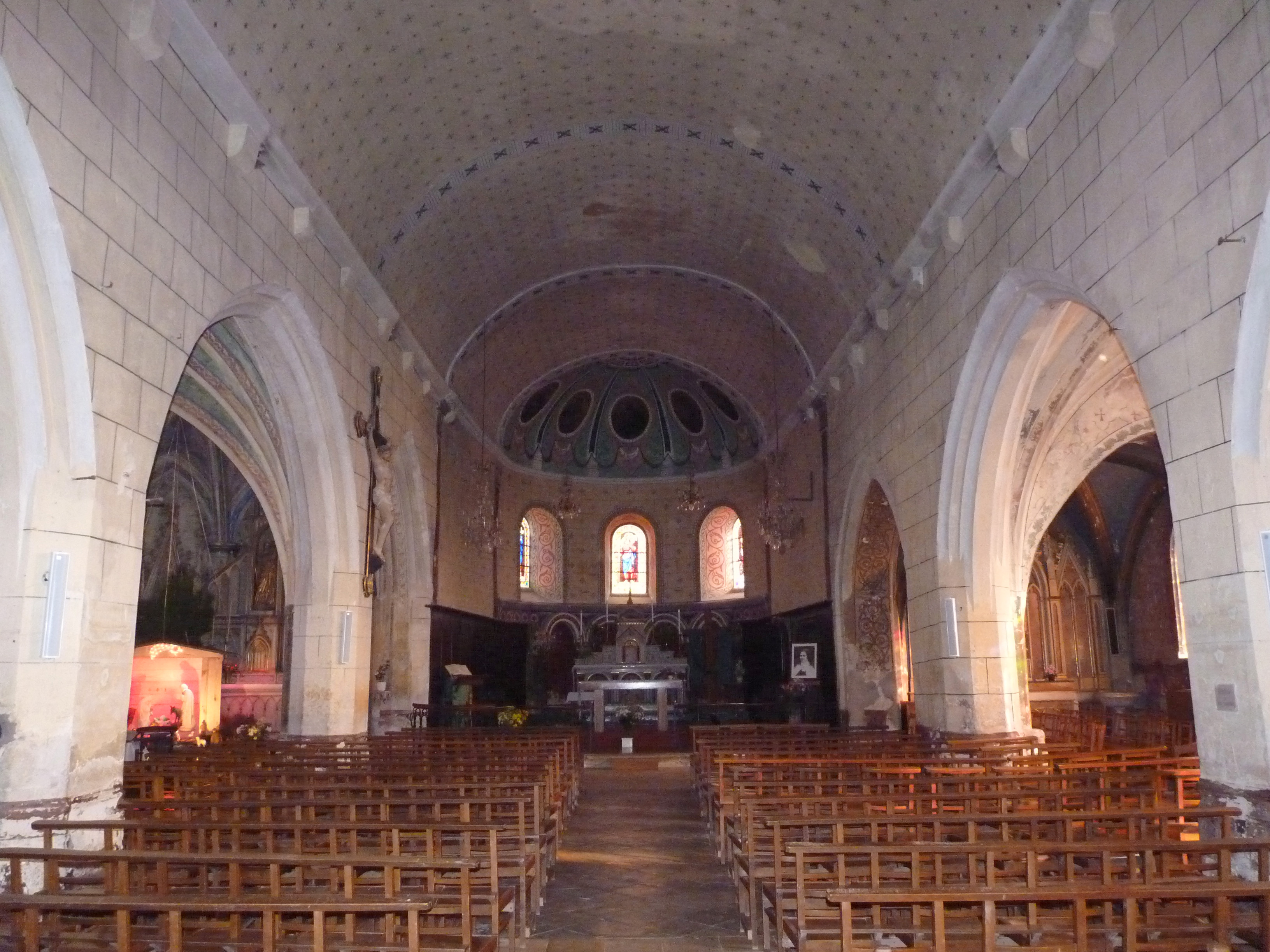
Nef
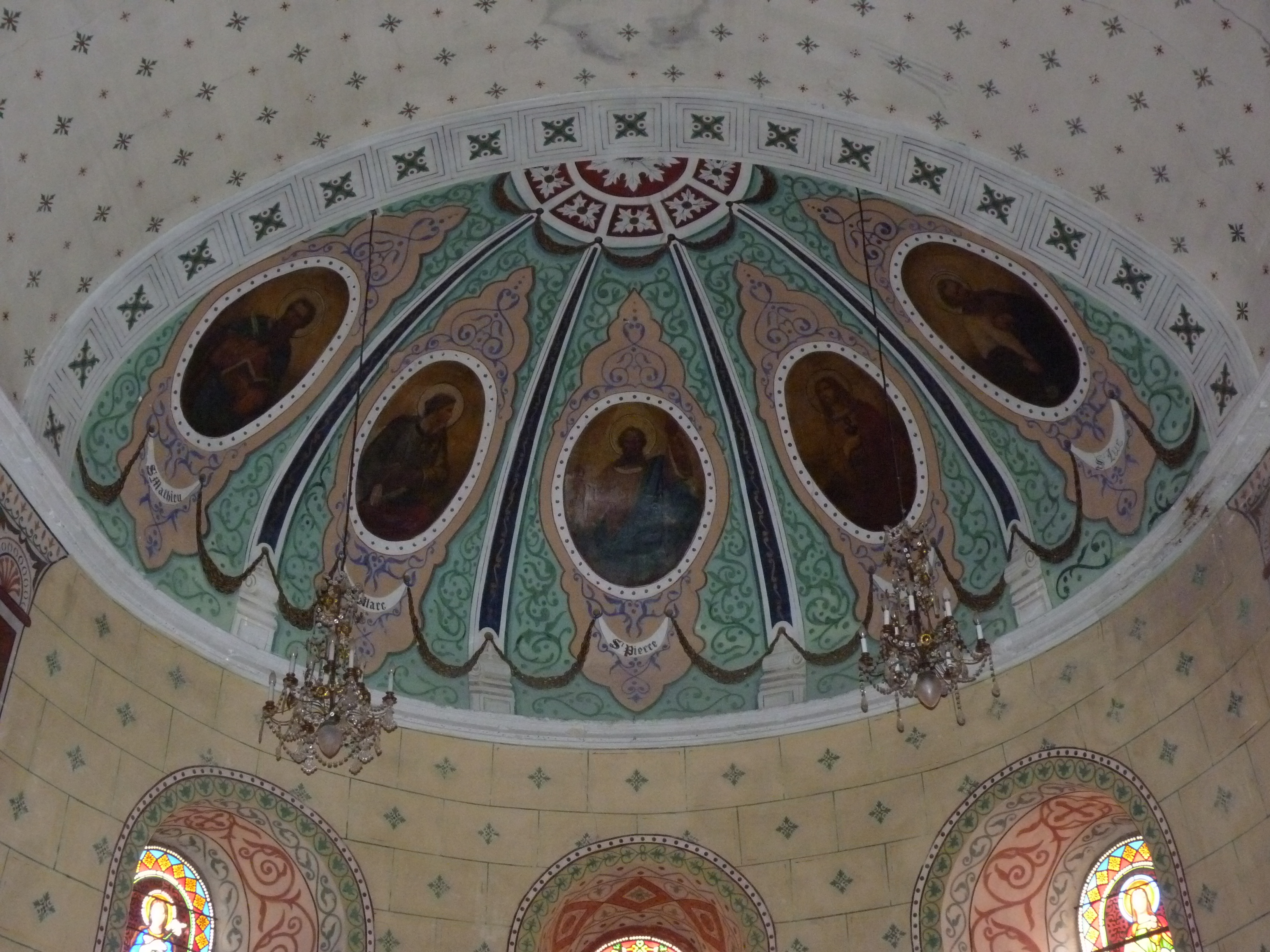
Chœur orné de médaillons
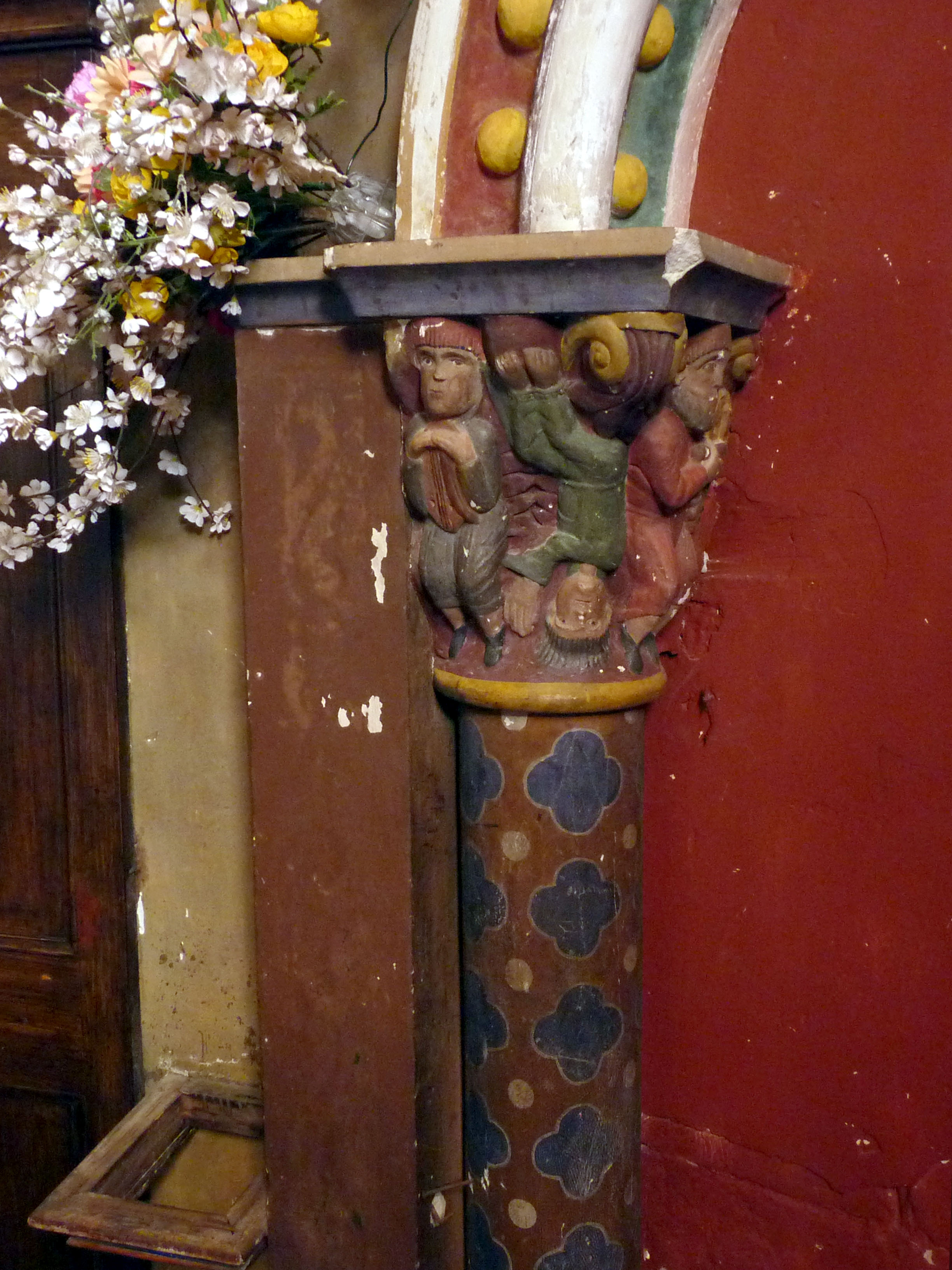
Détail du chapiteau de gauche
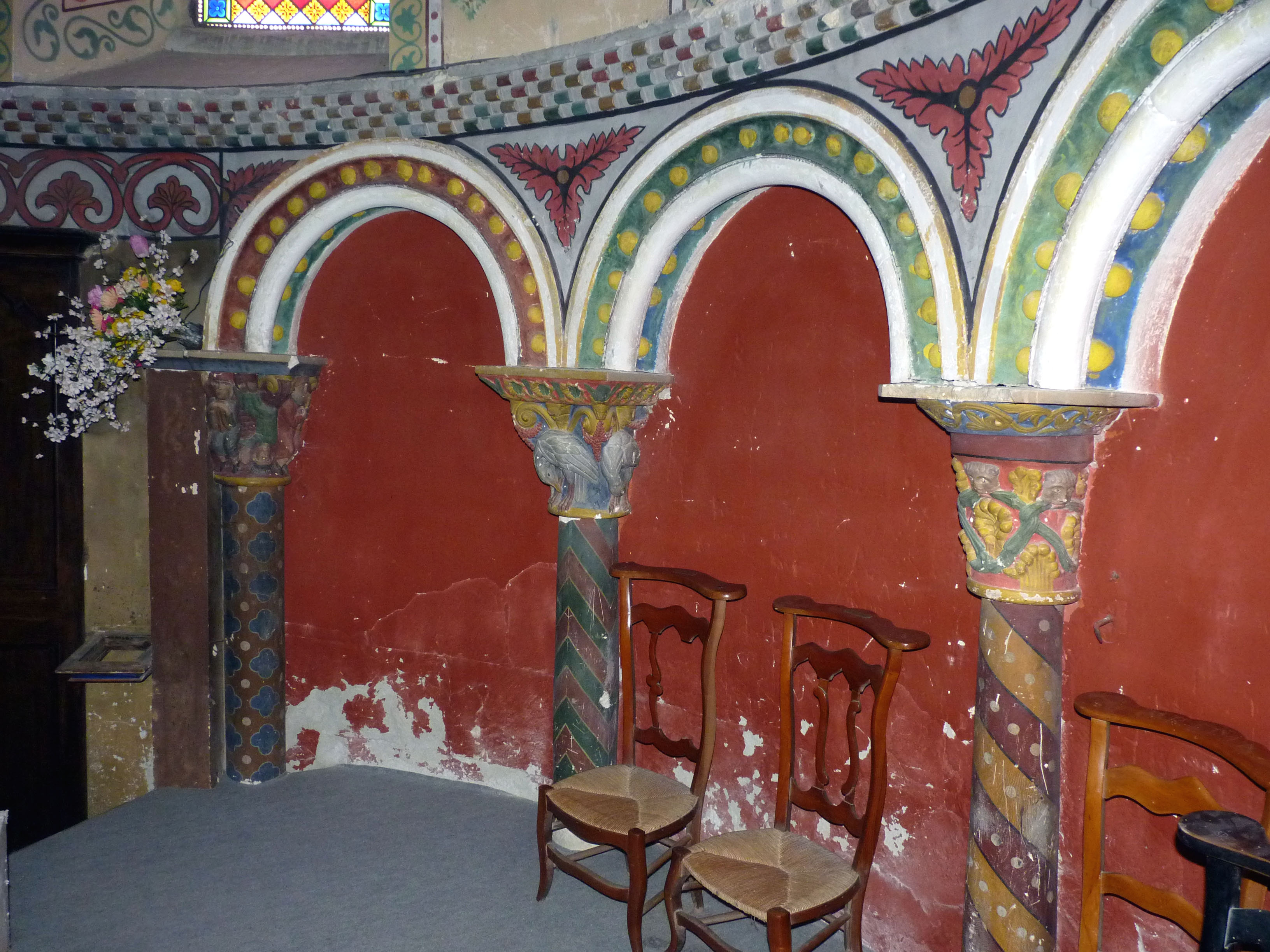
Arcature néo-romane (gauche)
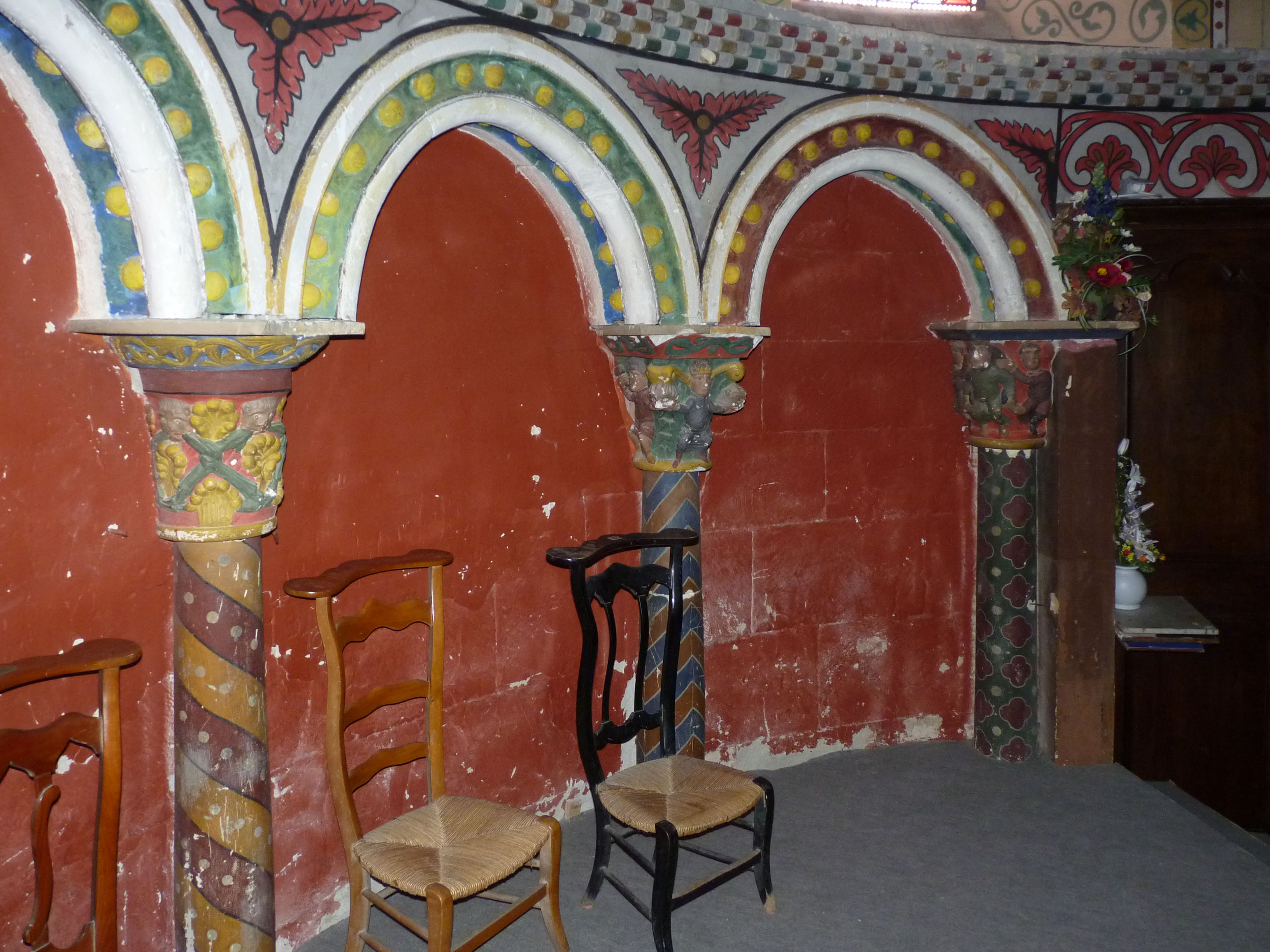
Arcature néo-romane (droit)
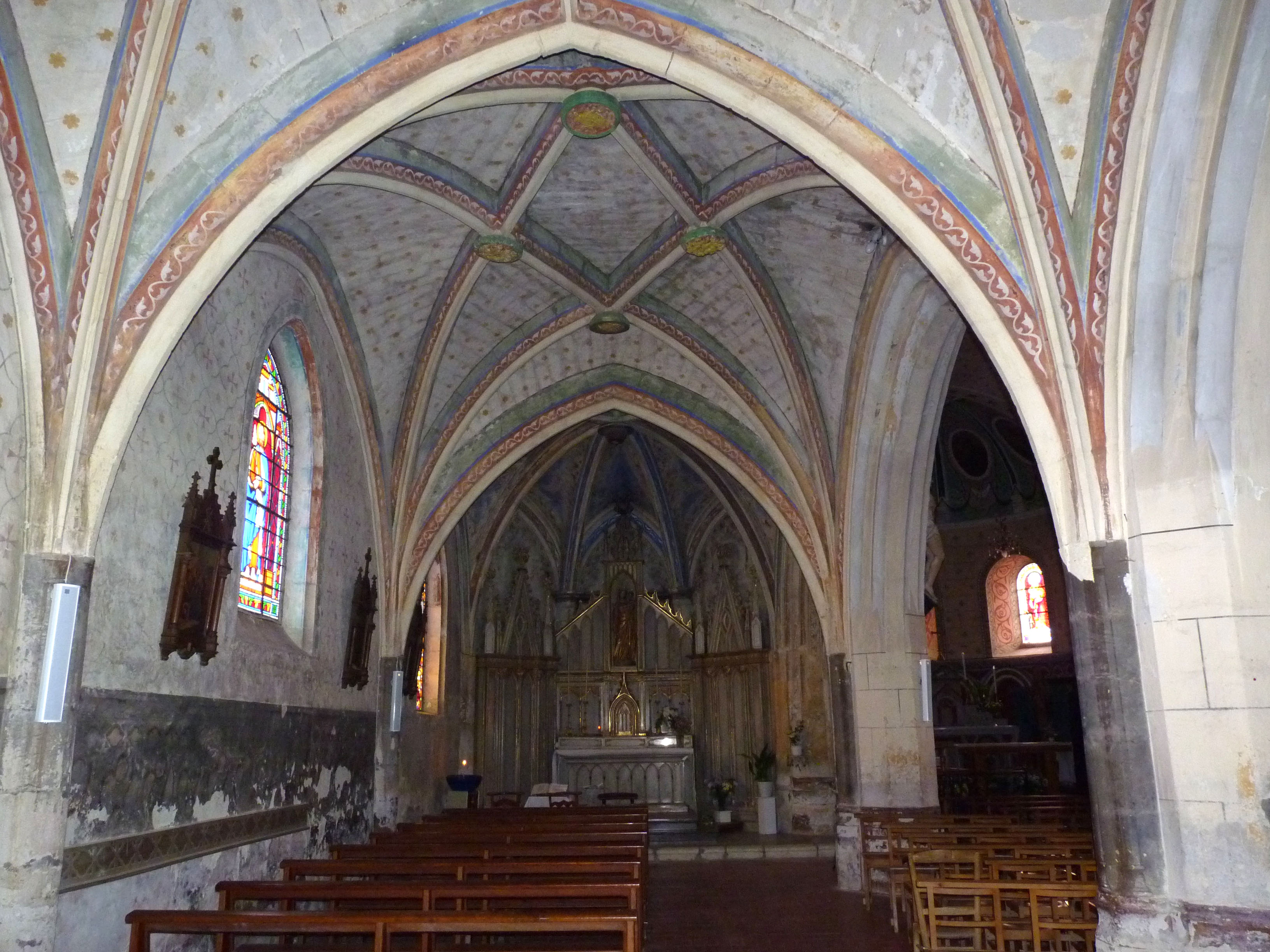
Bas-côté gauche
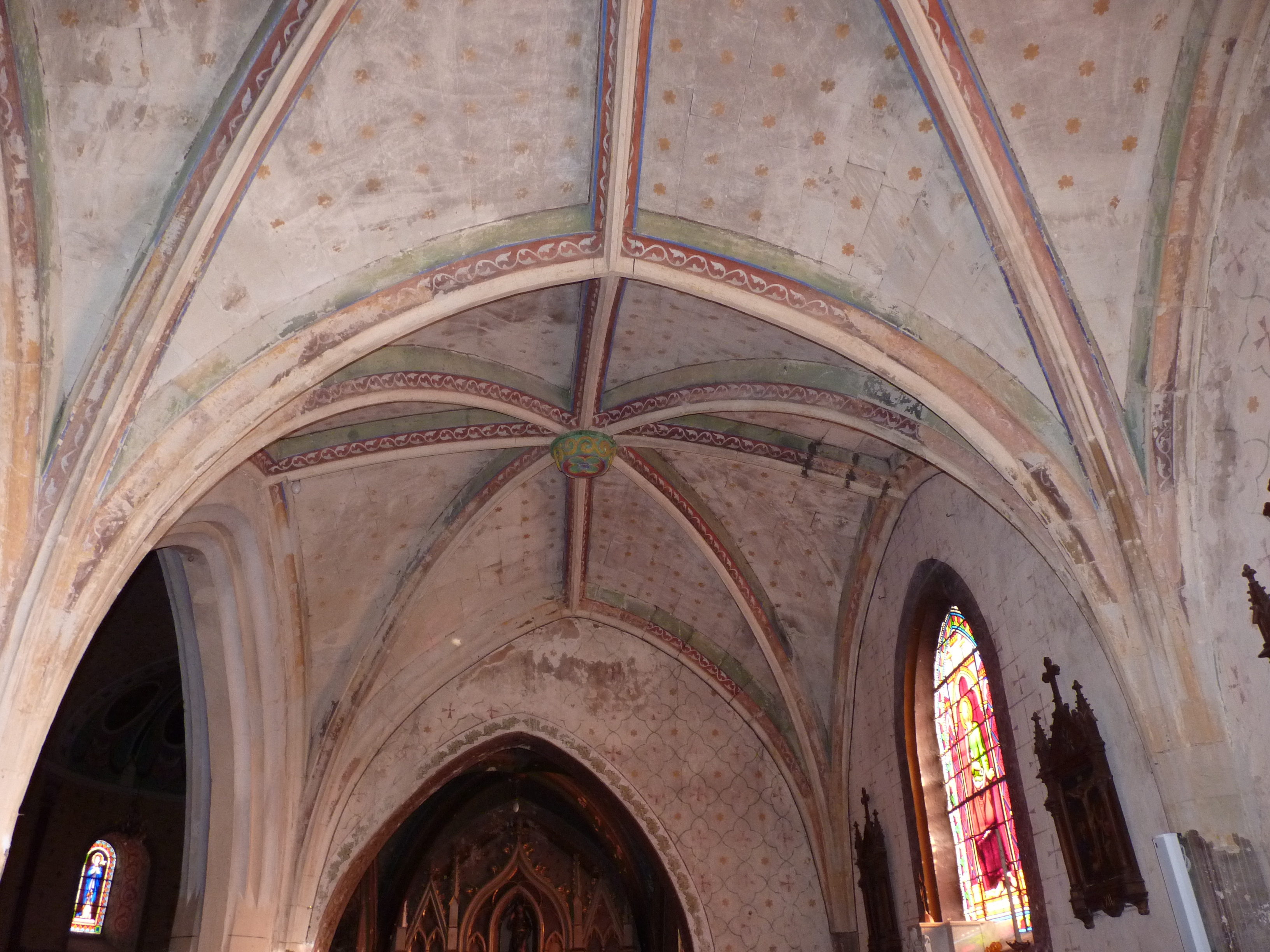
Voûte d'ogives, bas-côté droit
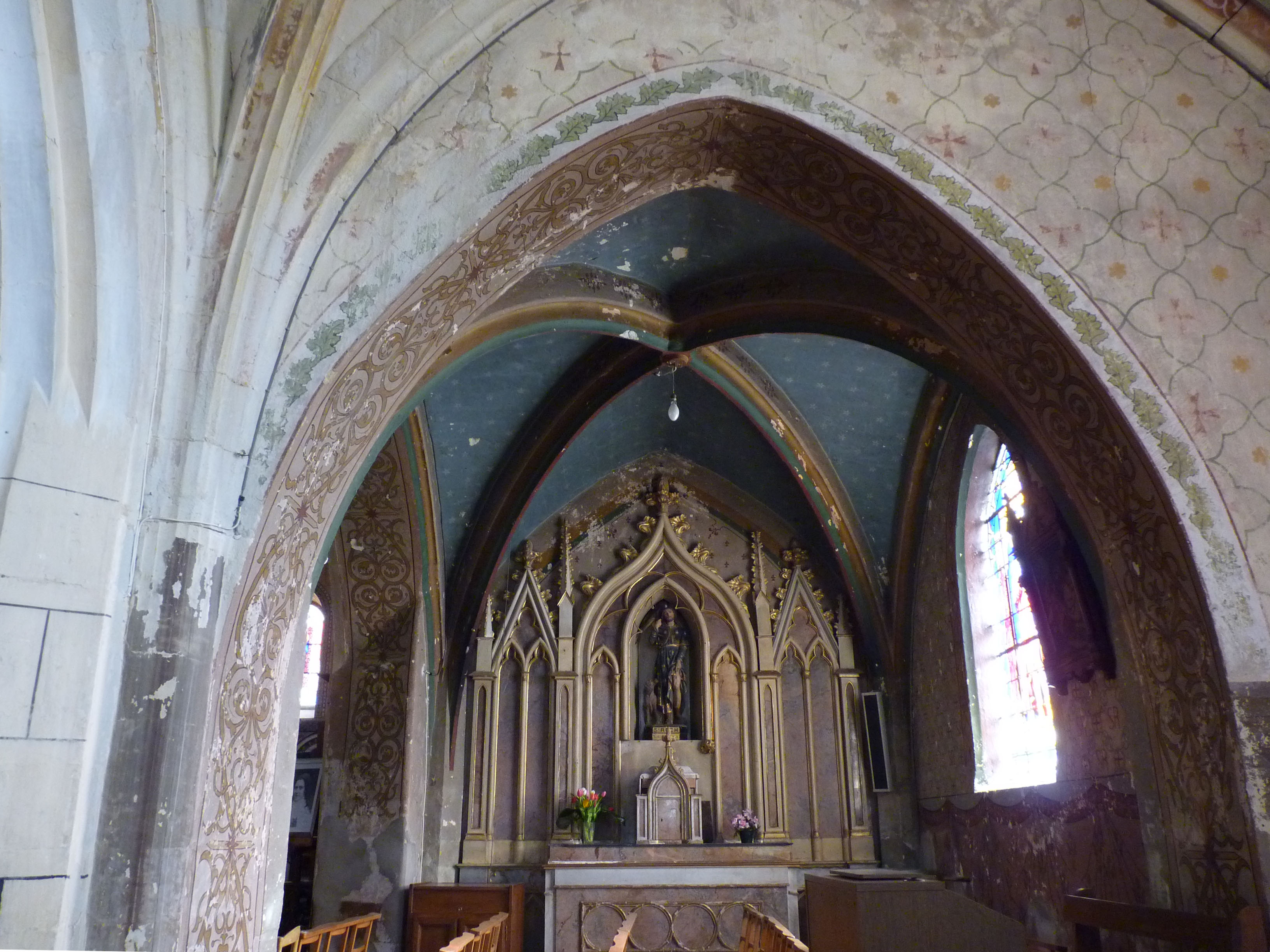
Particularité bas-côté droit (3)
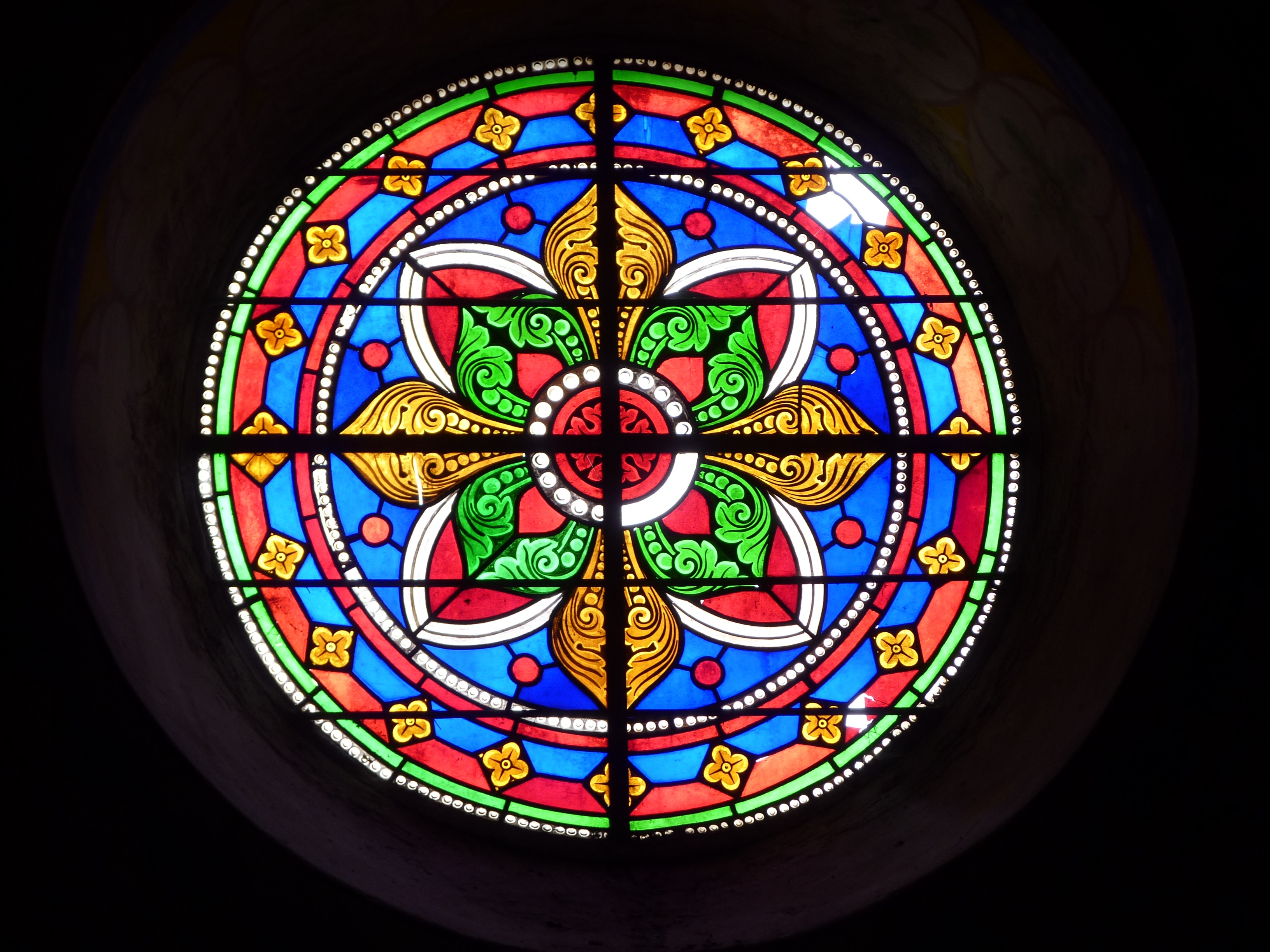
Une rosace de l'église
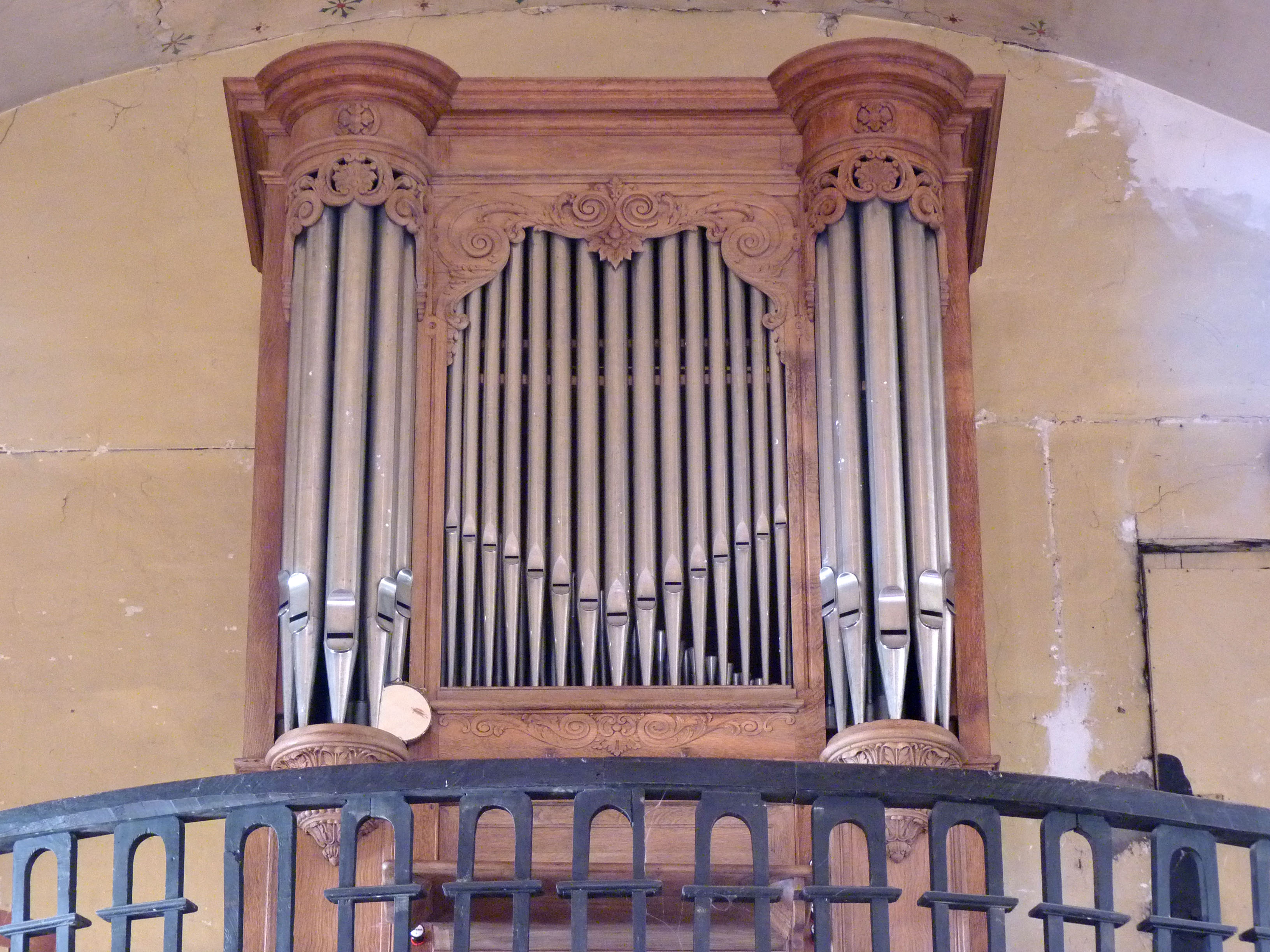
Orgue
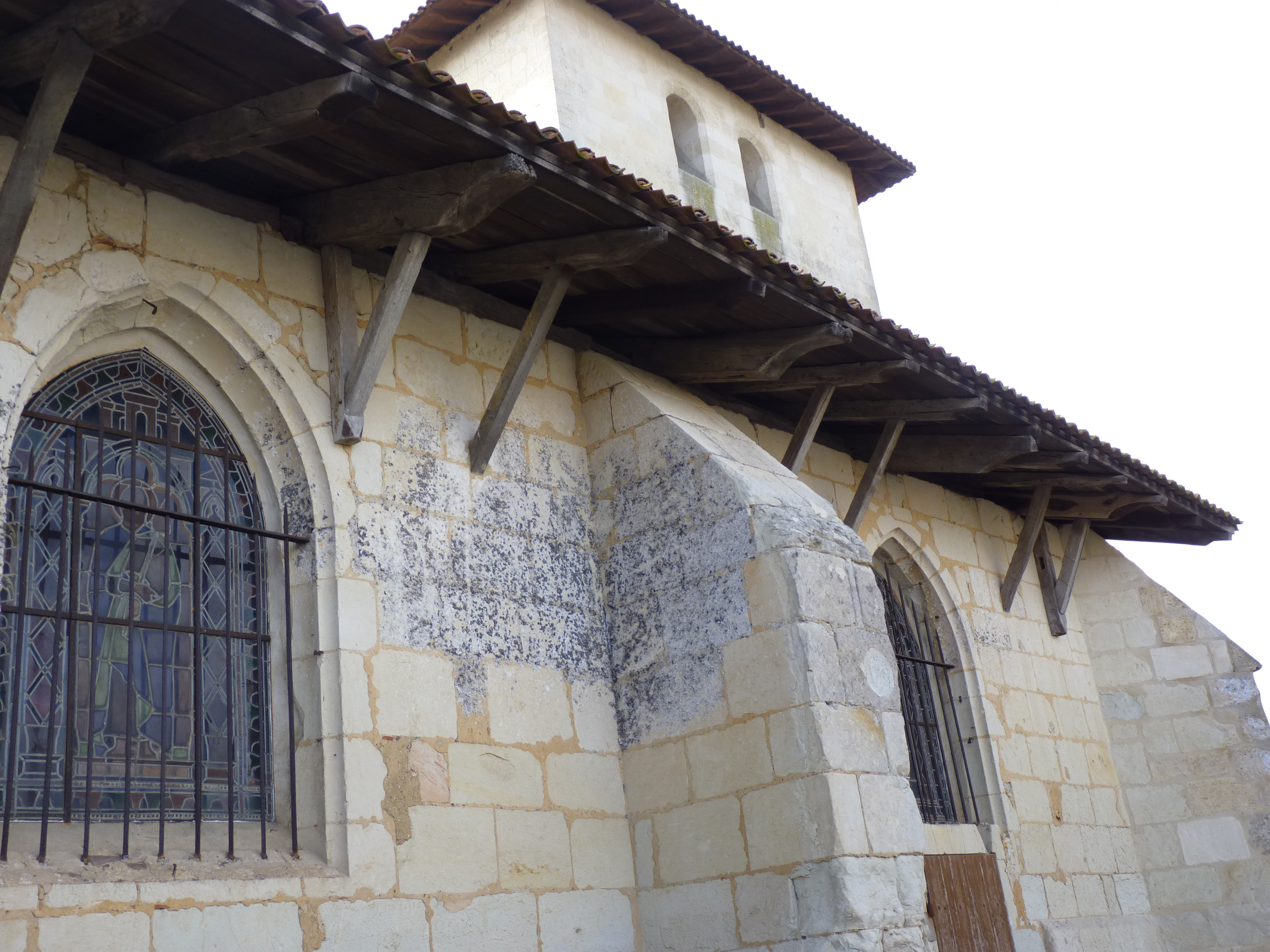
Détail de l'avancée du toit, façade nord
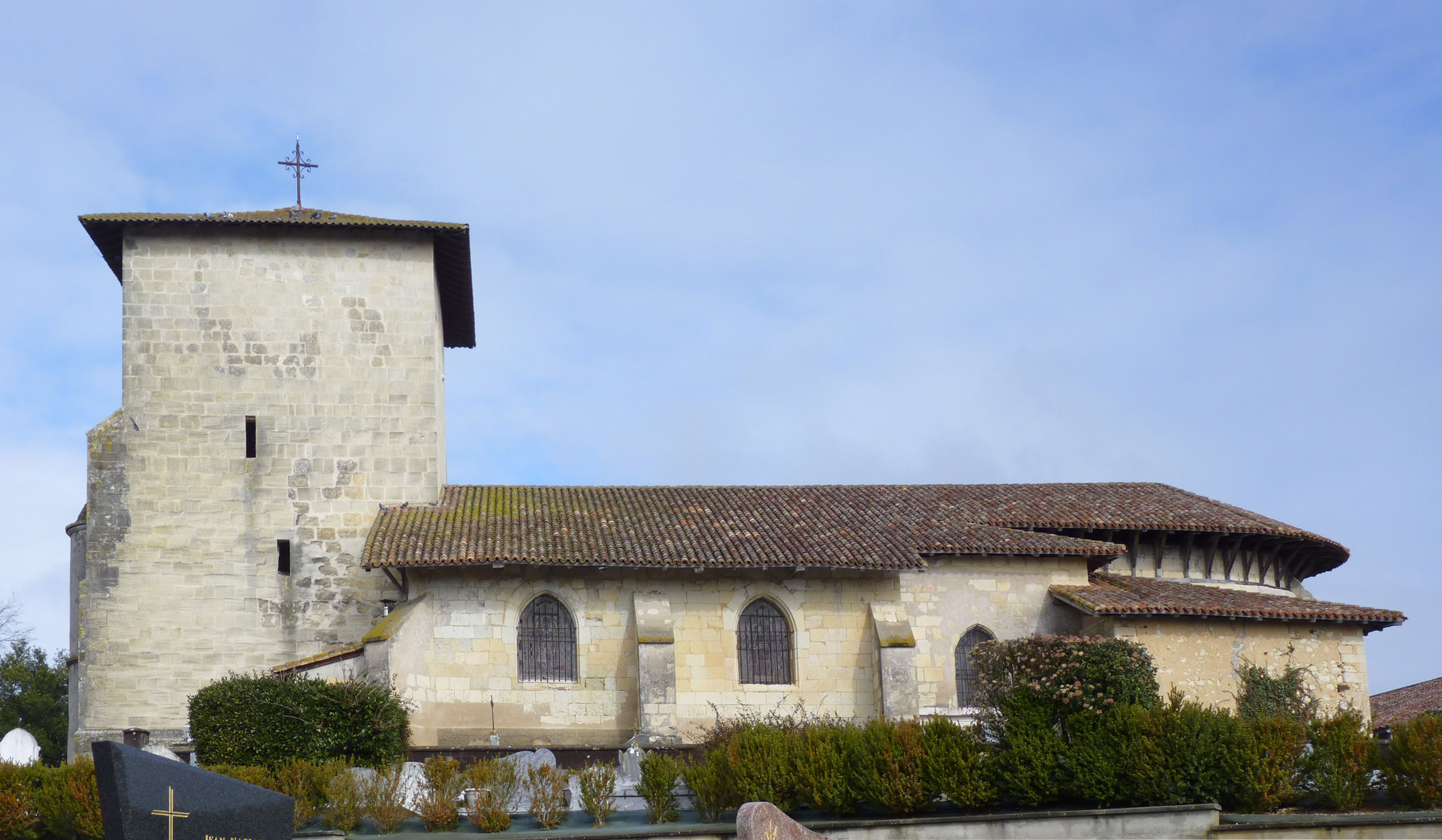
Façade sud
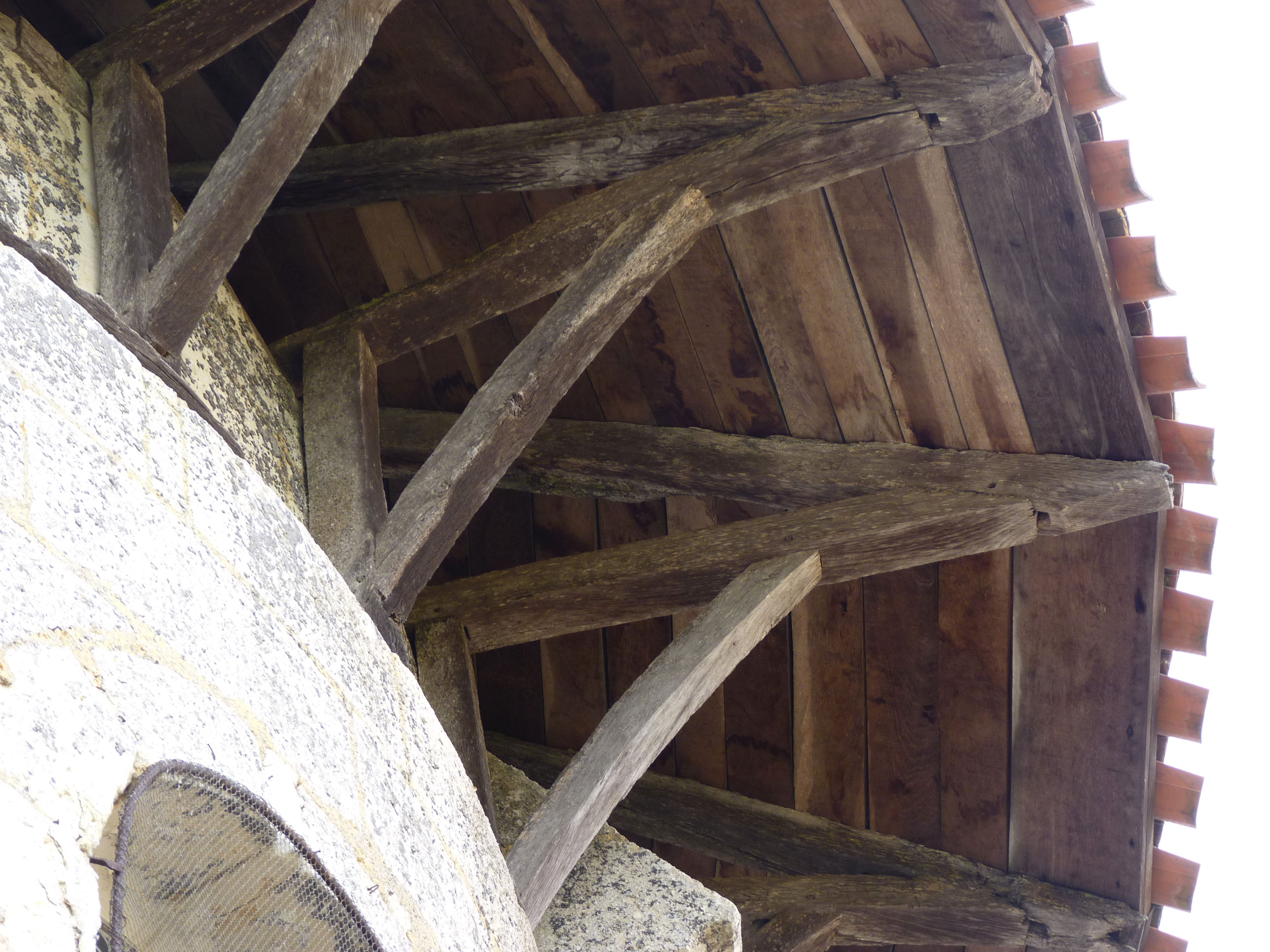
Détail de la toiture largement débordante

## Descriptif

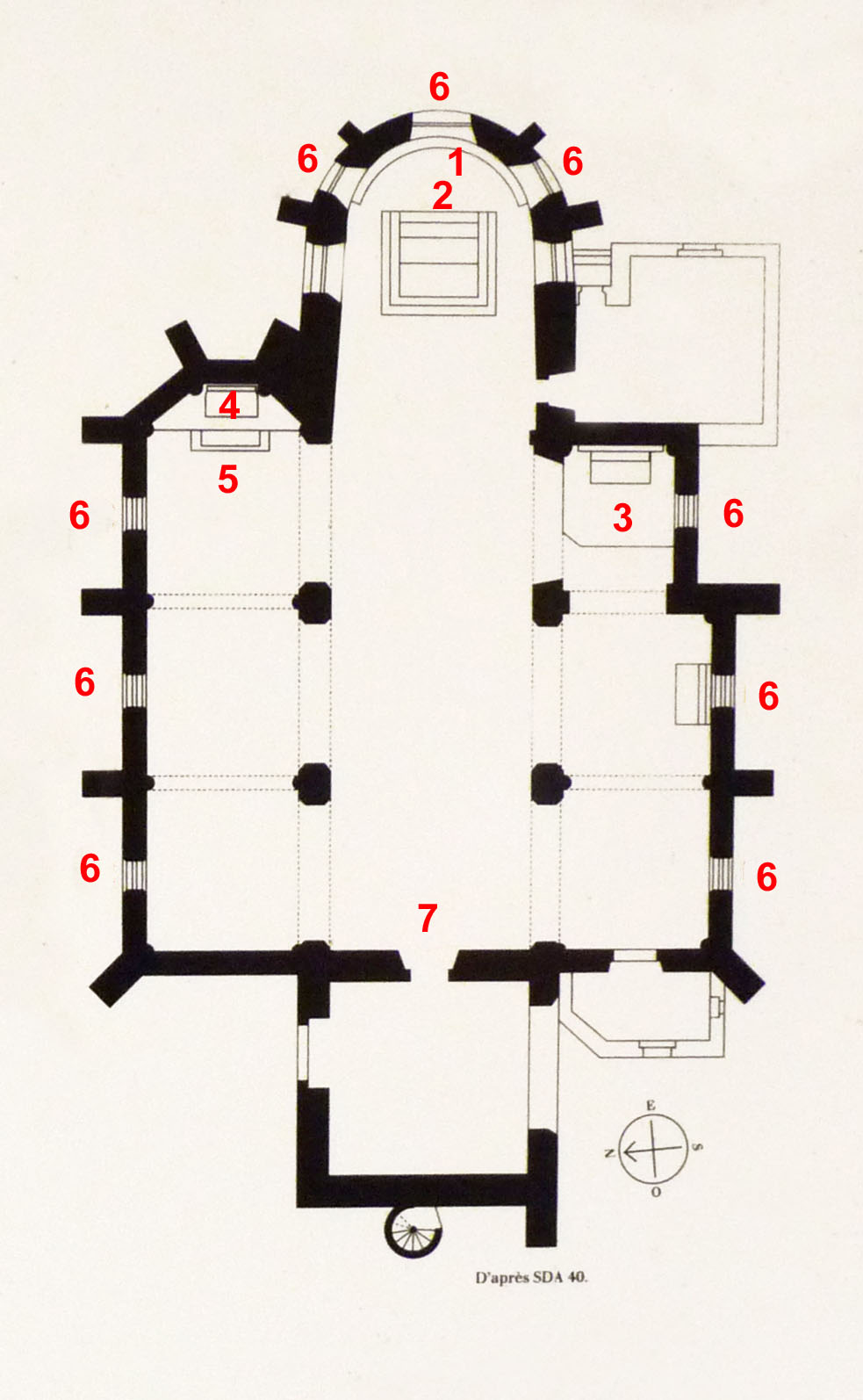
Plan de l'église

À l'entrée de l'église on peut voir cette description qui s'inspire de celle de M. Campet :

1- Une arcature néo-romane en plâtre, aux chapiteaux plagiant ceux de Saint-Paul-lès-Dax, veut rappeler l’origine ancienne de l’église.

2- Le cul-de-four du chœur est orné de beaux médaillons peints figurant les quatre évangélistes entourant saint Pierre à qui l’église est dédiée.

3- À l’origine, le bas-côté sud était une simple chapelle à laquelle deux travées voûtées d'ogives à liernes ont été ajoutées.

4- Le bas-côté nord, terminé par une absidiole à trois pans, est composé de travées voûtées d’ogives de dessin différent.

5- Au centre du retable néo-gothique de la chapelle nord, une statue de la Vierge foule aux pieds Ève croquant la pomme.

6- Les vitraux représentent, d’est en ouest, derrière le chœur, la sainte Vierge, le Bon Pasteur et saint Jean ; au nord, sainte Marie Mère de Dieu, saint Joseph et saint Jean-Baptiste ; au sud saint Roch, saint Pierre et l’Ange gardien.

7- L’orgue du XVIIe siècle est de Micau Caular, facteur d’orgue de Dax.

On accède à cet instrument par l’escalier à vis qui se trouve dans la tourelle au toit conique qui agrémente la façade ouest de la tour.

## L'orgue
En fait, la partie instrumentale de l'orgue a été exécutée par l'atelier Cavaillé-Coll entre 1860 et 1865. Cette partie instrumentale fait l’objet d’une inscription au titre objet des monuments historiques depuis le 1er avril 1985.
Elle se compose d'un clavier de 54 notes, d'un pédalier de 20 notes et de six jeux : Flûte 8, bourdons 8, Prestant 4, Nasard 2 2/3, Doublette 2, Basson-Hautbois 8 scindé en basses et dessus. Le pédalier est en tirasse permanente.
Dans le passé, il était courant de sous-traiter la fabrication des buffets d’orgue. Seule la partie de cet instrument qui a été réalisée par l'atelier Cavaillé-Coll bénéficie de la protection des Monuments historiques.